# Retículo modular

Diagrama de Hasse de N_{5}, el más pequeño entre los retículos no modulares.

Un retículo modular en el sentido de la teoría del orden es un retículo que cumple la siguiente condición auto-dual (modularidad):
{\displaystyle x\leq b} implica que {\displaystyle x\vee (a\wedge b)=(x\vee a)\wedge b.}
Los retículos modulares ocurren en álgebra y en numerosas otras áreas de las matemáticas. Así, por ejemplo, los subespacios de un espacio vectorial (y, más en general, los submódulos de un módulo sobre un anillo) forman un retículo modular.
Todo retículo distributivo es modular.
Sin embargo, aún en un retículo no modular pueden existir elementos b que cumplan con la condición de modularidad en relación con elementos arbitrarios a y x (siendo x ≤ b). Un elemento b tal se denomina elemento modular. En términos aún más generales, pueden considerarse pares (a, b) de elementos, que cumplan con la condición de modularidad con respecto a todo elemento x. Un par de este tipo se denomina par modular y sobre la base de esta noción existen varias generalizaciones del concepto de modularidad relacionadas con el de semimodularidad.

## Introducción
La propiedad de modularidad puede considerarse como una propiedad asociativa restringida, por la que ambas operaciones reticulares se combinan de manera similar a como la propiedad asociativa λ(μx) = (λμ)x para espacios vectoriales combina la multiplicación en un cuerpo con la multiplicación escalar. La restricción x ≤ b se hace necesaria porque se sigue de x ∨ (a ∧ b) = (x ∨ a) ∧ b.

La no modularidad de N_{5}.

Es fácil comprobar que, en todo retículo, de x ≤ b se sigue x ∨ (a ∧ b) ≤ (x ∨ a) ∧ b. Por eso la propiedad de modularidad también puede formularse como sigue:
Modularidad (variante)x ≤ b implica que x ∨ (a ∧ b) ≥ (x ∨ a) ∧ b.
Reemplazando x por el término x ∧ b, la propiedad de modularidad puede expresarse por medio de la siguiente ecuación, que deberá cumplirse sin más precondiciones:
(x ∧ b) ∨ (a ∧ b) = [(x ∧ b) ∨ a] ∧ b.
Esto muestra (usando conceptos de álgebra universal), que los retículos modulares conforman una subvariedad de la variedad de los retículos. De allí que todas las imágenes homomorfas, subretículos y productos directos de retículos modulares sean a su vez modulares.
El retículo no modular más simple es el "retículo pentagonal" N5, que consiste en los cinco elementos 0,1,x,a,b, de modo que  0 < x < b < 1, 0 < a < 1, siendo a incomparable con x y con b. En este retículo se cumple que x ∨ (a ∧ b) = x ∨ 0 = x < b = 1 ∧ b = (x ∨ a) ∧ b, en contradicción con la propiedad de modularidad. Todo retículo no modular contiene un subretículo coincidente con N5.
Aludiendo a Richard Dedekind, descubridor de la propiedad de modularidad, los retículos modulares aún hoy siguen denominándose retículos de Dedekind.

## Teorema del subretículo isomorfo al retículo diamante
Para cada par de elementos a,b de un retículo modular se pueden considerar los intervalos [a ∧ b, b] y [a, a ∨ b]. Entre estos intervalos existe las aplicaciones monótonas 
φ: [a ∧ b, b] → [a, a ∨ b] y
ψ: [a, a ∨ b] → [a ∧ b, b],
definidas por φ(x) = x ∨ a   y    ψ(x) = x ∧ b.

En un retículo modular, las aplicaciones φ y ψ son isomorfismos mutuamente inversos.
Contraejemplo para el teorema del isomorfismo del diamante en un retículo no modular.

La composición ψφ es una aplicación monótona del intervalo [a ∧ b, b] sobre sí mismo, que además cumple la inecuación ψ(φ(x)) = (x ∨ a) ∧ b ≥ x. El ejemplo muestra que en el caso general no puede tratarse de una ecuación. En cambio, en el caso de un retículo modular siempre rige la ecuación. Como el retículo dual de un retículo modular tiene a su vez a este último como retículo dual, φψ es del mismo modo la aplicación de identidad sobre [a, a ∨ b]; por tanto φ y ψ son isomorfismos entre estos dos intervalos. Este resultado a veces se denomina teorema del subretículo isomorfo al retículo diamante para retículos modulares. Un retículo es modular si y solo si esta propiedad rige para cada par de elementos.
El teorema del subretículo isomorfo al retículo diamante para retículos modulares es análogo al tercer teorema de isomorfía del álgebra, además de una generalización del teorema del retículo.

## Pares modulares

El retículo hexagonal con centro S_{7}, conocido también como D_{2}, es M-simétrico pero no es modular.

En un retículo cualquiera, se entiende por par modular un par (a, b) de elementos tales, que para todo elemento x, que cumpla a ∧ b ≤ x ≤ b, se cumpla la ecuación (x ∨ a) ∧ b = x. Dicho de otro modo,son pares modulares aquellos pares, para los que rige una mitad del teorema del subretículo isomorfo al retículo diamante. En francés, un "par modular" se denomina couple modulaire. Un par (a, b) se denomina en francés paire modulaire cuando tanto (a, b) como también (b, a) son pares modulares. Un elemento b de un retículo se denomina elemento modular (por la derecha) su para todo elemento a el par  (a, b) es un par modular.
Algunos retículos tienen la propiedad de que junto a todo par modular (a, b) el par (b, a) también lo es. Un retículo de este tipo se denomina retículo M-simétrico. Algunos autores, como por ejemplo Fofanova, llaman retículos semimodulares a los retículos de este tipo. Como todo retículo M-Simétrico es semimodular y como para los retículos finitos también rige el juicio inverso, la posible confusión se limita a ciertos casos de retículos infinitos. Dado que un retículo es modular si y solo si todo par de entre sus elementos es par modular, todo retículo modular es M-simétrico. En el retículo N5 descrito más arriba, el par  (b, a) es modular, mientras que el par (a, b) no lo es. Por tanto N5 no es M-simétrico. El retículo hexagonal con centro S7 es M-simétrico, pero no es modular. Como N5 es subretículo de S7, los retículos M-simétricos no conforman una subvariedad de la variedad de los retículos.
La M-simetría no es un concepto autodual. Un par dualmente modular es un par que es modular en el retículo dual y un retículo se llama dualmente M-simétrico o M*-simétrico si su retículo dual es M-simétrico. Se puede demostrar que un retículo finito es modular si y solo si es M-simétrico y M*-simétrico. Esta misma equivalencia rigen también para retículos infinitos que cumplan la condición de la cadena ascendente (o descendente).
En estrecha relación a lo anterior surgen algunos conceptos de menos importancia. Un retículo se denomina simétrico cruzado, si para todo par modular (a, b) el par (b, a) resulta ser dualmente modular. La simetría cruzada implica M-simetría, pero no M*-simetría. Por tanto la simetría cruzada no equivale a la simetría cruzada dual. Un retículo con elemento ínfimo 0 se llama ⊥-simétrico si para todo par modular  (a, b) que cumpla a ∧ b = 0 , el par (b, a) es también modular.